# Suuremõisa (Vormsi)
Suuremõisa – wieś w Estonii, w prowincji Lääne, w gminie Vormsi. W roku 2011 liczyła 19 mieszkańców.